# NGC 3925
NGC 3925 ist eine Spiralgalaxie vom Hubble-Typ Sb im Sternbild Löwe nördlich der Ekliptik. Sie ist schätzungsweise 353 Millionen Lichtjahre von der Milchstraße entfernt und hat einen Durchmesser von etwa 70.000 Lj.
Im selben Himmelsareal befinden sich u. a. die Galaxien NGC 3910, NGC 3926, NGC 3929, NGC 3940.
Das Objekt wurde am 19. Februar 1863 von dem deutsch-dänischen Astronomen Heinrich Ludwig d’Arrest entdeckt.